# Ernst Weber (Fußballtrainer)
Ernst Weber (* 5. Oktober 1948 in Krumbach; † 6. April 2011 in Wiener Neustadt) war ein österreichischer Fußballspieler und -trainer.

## Werdegang
Weber war als Spieler beim SC Brunn am Gebirge, in Mödling, Guntramsdorf und in Großengersdorf aktiv. Nach verschiedenen Trainerstationen bei österreichischen Bundesligisten stieß er 1996 zum Trainerstab des ÖFB. Von 1996 bis 1999 war er Teamchef der U21-Nationalmannschaft, danach – bis zu seinem Tod – Teamchef der Frauen- und der U19-Mädchen-Nationalmannschaft sowie Betreuer diverser Burschen-Nachwuchs-Auswahlen (u. a. 3. Platz bei U-17-EM 2003). Sein größter Erfolg als Trainer war der Sieg im ÖFB-Pokal mit dem damaligen Zweitligaklub SC Krems.
Am 6. April 2011, einen Tag nachdem er mit dem U19-Frauen-Nationalteam ein EM-Qualifikationsturnier abgeschlossen hatte, kam er, unter nicht gänzlich geklärten Umständen, ums Leben. Er war verheiratet und Vater eines Sohnes.